# 交通大学西迁

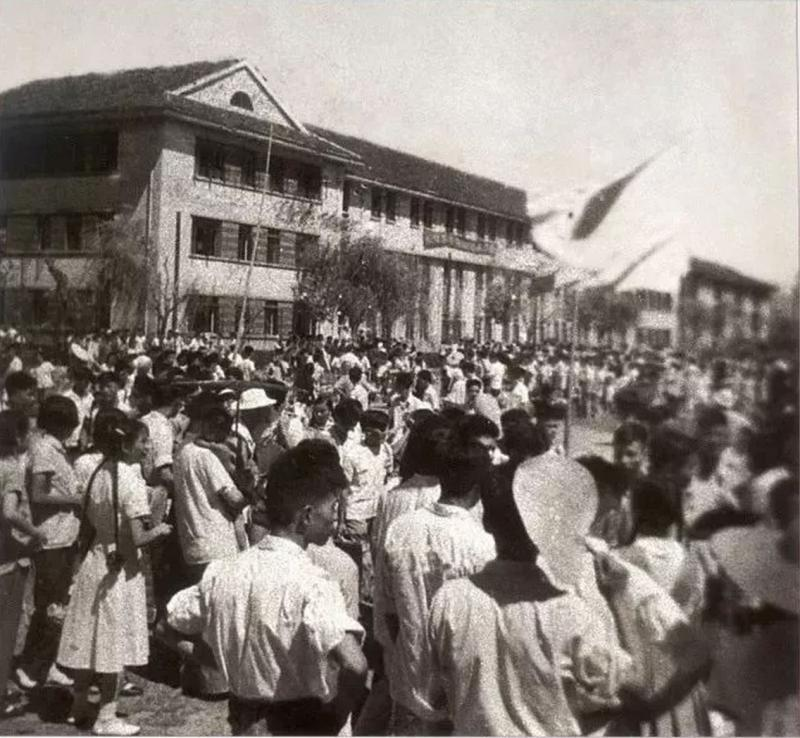
1956年，第一批交通大学师生西迁西安

交通大学西迁，又称交通大学内迁，是指1955年至1959年间交通大学迁校的一段历史。
1955年中华人民共和国国务院决定将交通大学由上海迁至西安，1956年动迁。但迁校工作实施后，由于政治环境变化，高等教育部和国务院同交大方面就迁校问题进行研究，调整为两地办学，设交通大学西安部分和上海部分。1959年又经国务院批准，两部分建立为独立的两个学校，西安部分成立西安交通大学，上海部分成立上海交通大学，延续至今。

## 背景

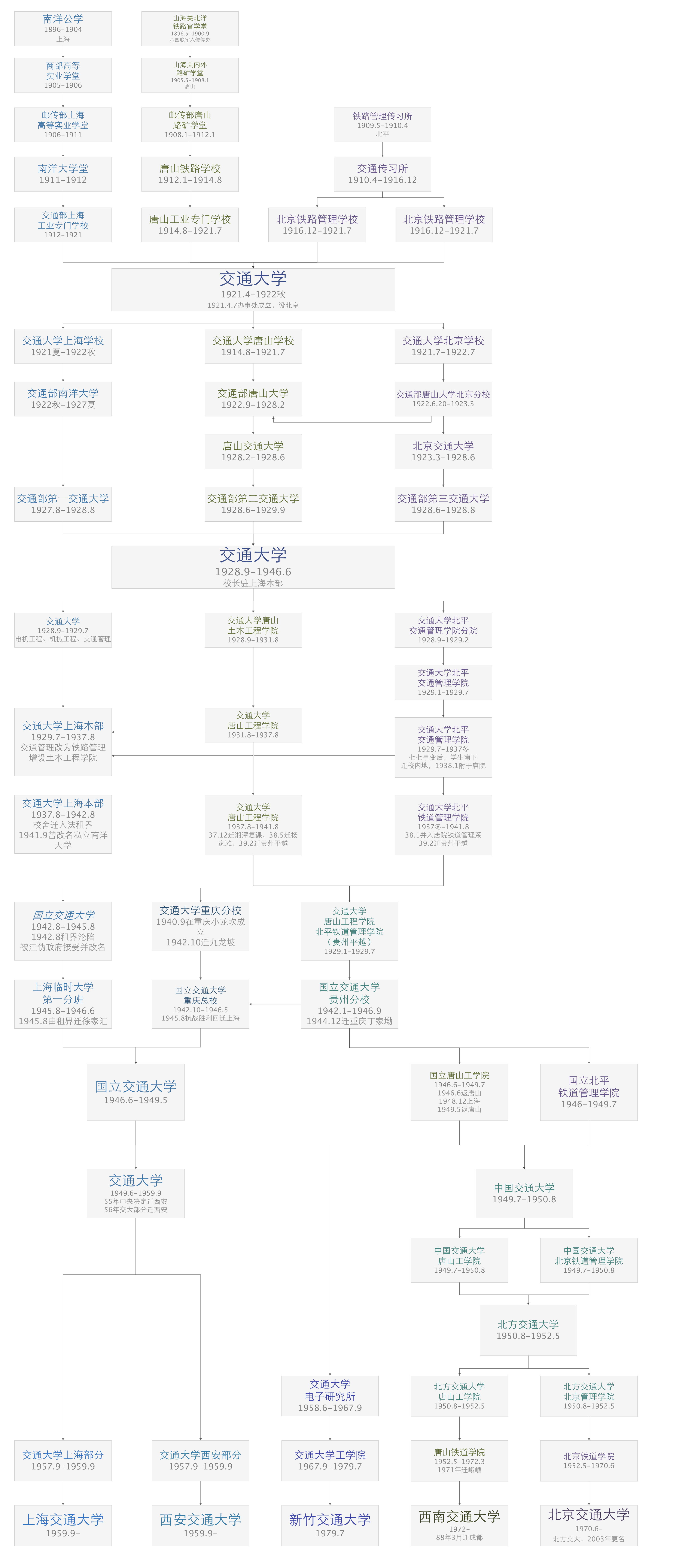
交通大学校史表

交通大学的前身是创建于1896年的南洋公学，1921年改名交通大学，在上海办学。1952年院系调整之后，成为理工科大学。1955年中国开始实施第一个五年计划，提出“在沿海城市中，今后一般地不应该再新建和大规模扩建高等学校。”国务院考虑到中国西部地区高等教育资源不足，工业基础薄弱，经济落后，高等教育部按照新工业基地的分布，决定将交通大学迁往西安；电讯系迁往成都，建立成都电讯工程学院；汽车专业调往长春，建立长春汽车拖拉机学院。并要求交大在1956年、1957年两年内，分批完成全部迁校工作。
1955年5月25日，交大校务委员会召开第七次扩大会议，一致通过《关于迁校问题的决议》。11月24日通过《交通大学迁校方案》，向全校公布。此方案对迁校后的的各项工作作出具体安排，确定了迁移的人员。

## 西迁过程
1955年7月21日，高教部通知交大，要求交大于当年开始新校基建，并在次年开始搬迁工作。交通大学方面与陕西省、西安市相关人员研究决定，交大定址在西安皇甫庄兴庆宫遗址之上，占地1260多亩。8月20日，西安方面开始进行征地以及校舍建筑设计，筹有中心大楼1幢，学生宿舍13幢（后建14幢），员工宿舍18幢（后建17幢），另有实习工厂、食堂、福利房屋等设施。到1956年夏，西安方面已经完成了10万平方米的基建工作，可以满足两个年级学生的教学生活需要。10月26日交通大学西安部分破土动工。1956年1月10日，上海方面公布了第一批西迁师生员工的名单，并对动迁人员进行了思想动员，并在不能中断正常教学的情况下，对教学科研的物资和设备的调配进行了有序的安排。
1956年7、8两月，交通大学大批师生、职工、家属登上上海铁路局开出的交大支援大西北的特殊专列，分趟离开上海，赶赴西安。当时乘车的人都持有一张粉色乘车证，正面印有火车图案以及“向科学进军，建设大西北”的字样。1956年9月完成第一阶段搬迁任务。
1956年9月10日，交通大学在西安人民大厦礼堂举行开学典礼，参加典礼的有2000余人。一、二年级的学生在西安新校正式开学上课。至此，交通大学在西安已有师生员工及家属共计六千多人。此后，迁校工作仍在进行。 然而此时一些问题已经流露。如一些教师向校友写信，恳请他们为迁校问题出面说话，否则将来将会有人搞“护校运动”。
根据时任西安交大档案馆馆长凌谷安主编的《西安交通大学大事记（1896~2000）》的描述，1956年底迁到西安的教师537人，占1956年底教师总人数767人的70%。1956年、1957年毕业的两届毕业的新教师，其中80%分配在西安部分工作，1956年入学的新生2133人，全部到西安报道。1954、1955两级学生2291人陆续迁西安，占全校学生人数81.1%；至10月底图书迁移14万册，占藏书73.9%，大部分设备也迁西安”。

## 争论和变动
西迁工作启动后，中国国内和国际形势产生变化。1956年，中共中央主席、国家主席毛泽东提出“论十大关系”，认为应当充分利用沿海工业基地。1957年2月，毛泽东发表《关于正确处理人民内部矛盾的问题》，并开展整风运动，促进社会主义文教和科学事业发展。在展开的鸣放大潮中，交大师生关于交大西迁问题贴出大字报几万张，部分人认为过去的宣传工作存在极大片面性，只讲迁校的好处，坏处只字不提。交大师生对迁校问题的看法开始分化。时任交通大学校长的彭康考虑到这种情况，请示了高等教育部部长杨秀峰，决定在全校师生和员工之中展开讨论，听取意见。 后来，工会会议在文治堂礼堂召开，历时一周。各代表发表意见，阐述迁校利弊，进行激烈讨论。一部分发言的代表认为应该继续实施迁校工作，但多数代表并不赞成迁校。但是代表们也认识到，一部分人员和物资早已转移，如果现在撤回，不仅浪费资源，还不好向西北人民交代。于是交大紧急召开了多次会议，形成了多数代表认为不迁为宜的结论。这一问题被提交高教部和国务院讨论。
国务院总理周恩来在研究形势并听取多方意见后，认为交通大学已经不必全部搬迁，也可以搬迁一部分。但是由于已经搬迁了大部分物资，交大仍按原计划迁校。此时交大内部已经就迁校产生分歧，尤其是一些教授主张不应该西迁，已经前往西安的人员和物资应该运回上海，支援西北建设可以采取其他办法；而另一部分人则主张仍旧按计划实施迁校工作。
1957年6年开始，上海、西安两地分别就迁校问题召开会讨论。程孝刚说交大有“安土重迁”的传统，有人说交大“骄傲自大”，有长处也有缺点。而后逐渐形成搬去西安和搬回上海两个方案。7月29日，交大将新方案呈交高教部，希望两地办学一个体系，统一领导，分别办学，统筹专业设置。1957年交通大学西安部分与西安动力学院、西北工学院部分专业、西北农学院部分专业合并，合并后西安部分共21个专业，同年交通大学上海部分合并了筹建中的上海造船学院，并与1956年在原交通大学校址挂牌成立已一年的上海造船学院合并，上海造船学院与交通大学上海部分合并后共14个专业。
1959年6月2日，教育部向国务院发去报告，认为交通大学上海部分和西安部分都有较大规模，但是距离较远，不便统一管理，而且两校都已经确立为全国重点学校，故拟将交大上海以及西安两个部分独立成为两个学校，上海部分改称上海交通大学，西安部分改称西安交通大学。原交通大学校长彭康改任西安交通大学校长，上海交通大学校长则另由中央委派。并要求新西安交大在要在师资等方面给予新上海交大适当支援。关于教学设备的分配，现在西安及已经确定调往西安的属于西安交通大学，原在上海以及后来确定留在上海的属于上海交通大学。两校应保持密切合作、相互支援，以期共同提高。

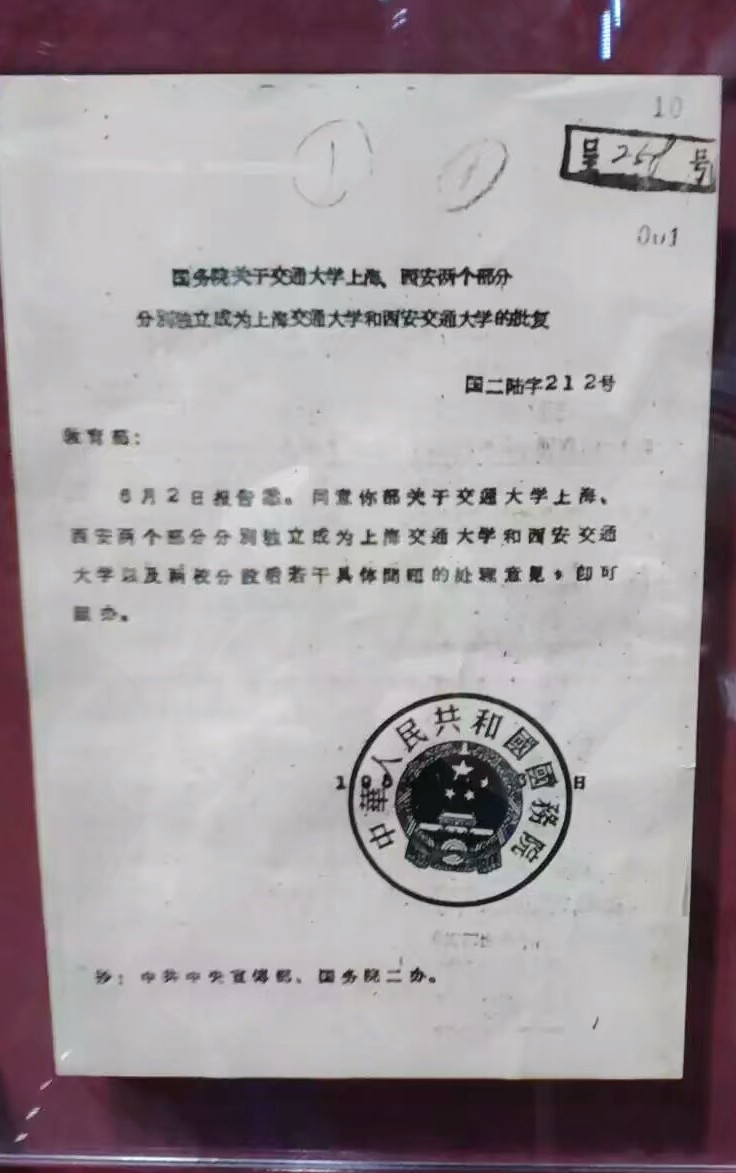
现藏于上海交通大学闵行校区的《国务院关于交通大学上海、西安两个部分分别独立成为上海交通大学和西安交通大学的批复》复制本。

1959年7月31日，国务院就教育部报告批复：“同意你部关于交通大学上海、西安两个部分分别独立成为上海交通大学和西安交通大学以及两校分设后若干具体问题的处理意见，即可照办。” 于是，上海交通大学和西安交通大学分别成立。校长彭康被任命为西安交通大学校长，副校长朱物华和程孝刚则留任上海。9月5日，国务院委任谢邦治为上海交通大学党委书记及校长。10月10日，国务院批准彭康任西安交通大学党委书记及校长。

## 问题和现状
目前，上海交通大学与西安交通大学同属中华人民共和国教育部直属高等学校，同属211工程与985工程院校，同列基础学科拔尖学生培养试验计划名单之内，并同在C9联盟之中。
但是，交大西迁仍旧带来许多问题，其中一些遗留至今。两校都把西迁这段历史作为校史的重要部分，西安交大更是针对这段历史修建了纪念馆，2017年起将每年9月10日定为“西迁纪念日”。

### 冤假错案
在迁校期间，本来被归为人民内部矛盾的内迁之争，随着反右的斗争的开展及其后文化大革命席卷全国，一些过去反对迁校的声音被收集为反革命言论，一些发表过反对迁校看法的人被划为右派遭到迫害。直到十一届三中全会之后，这些人才被陆续平反。
西安交通大学第一任校长彭康，因为说过学习毛主席语录不能形式化，加上其在交大迁校时听取不迁意见的作为，在文革中被以“攻击诬蔑毛泽东思想”，是“反党反社会主义份子”加以批斗。1968年3月28日，彭康在一次游街中被批斗致死，直到1978年6月24日才得平反。2001年8月26日，彭康诞生100周年纪念日，彭康校长像在西安交大西花园揭幕。

### 正统之争
旧交通大学历史止于1959年。此后，两校分别挂牌。但是一直以来，特别是上海交通大学重新崛起后，两校部分人员对于两所交大哪个才是老交大的继承，一直争论不休。两校校徽极为相似，且校门挂牌皆为“交通大学”，并无“上海”和“西安”之区分，“交通大学”四字皆是出自老交大校名字体，故而常被解读为各自自认正统。支持西安交大的人认为，西迁时交通大学的全部档案、81%的图书、教学设施器材、70%的教师，甚至交通大学校牌也迁到了西安，西安部分在师资和高年级学生等方面给予了上海部分“适当支援”，而且原交大校长彭康任西安交大校长，有一脉相承之意，故西安交大应为正统。支持上海交大的人认为，交通大学办学地一直在上海，上海交大继承了原交通大学的校舍等资源，包括全部四名中科院学部委员在内的大部分一二级教授都留在了上海。且民国时期的交大校友毕业于徐汇校区，对上海交大更有认同。而1959年教育部党组关于十六个重点高等学校的专业设置、招生规模及发展规模的意见里，上海交大专业也略多于西安交大。故上海交大应为正统。但是大部分校友仍能客观看待这一问题，认为两所交大同源于一所老交大，并无正统与支庶之分，因此争论该问题毫无意义。
交大校友会认为，同源于原交通大学的院校，除了上海交通大学和西安交通大学外，还有北京交通大学、国立交通大学、西南交通大学。但是“交通大学”这一源于老交大的名称，社会上却有越发被滥用的嫌疑。目前中国有重庆交通大学、大连交通大学、华东交通大学、兰州交通大学等与老交大并无关系，却使用“交通大学”名称的院校。其中一些的校名题书中还使用了交通大学的校名题字。于是，越来越多的交通大学校友呼吁教育部应责令这些“假冒”交大去除校名中任何带有“交通”，“交大”或“交通大学”的字词，维护交通大学的品牌。

### 交通大学西迁历史纪念馆
2003年初，西安交通大学为表彰支援西北无私奉献的西迁教职员工，弘扬“西迁精神”，鼓舞西安交大人斗志，决定建立一座交通大学西迁历史纪念馆。纪念馆于2006年4月5日，交通大学建校110周年以及交大西迁50周年之际竣工。该纪念馆位于西安交大校园东梧桐大道，所用建筑是迁校时的医院，北楼初建于1956年，南楼初建于1970年代。纪念馆可分为西迁馆和溯源馆两个展馆。